# 이승욱 (1972년)
이승욱(1972년~)은 대한민국의 북 디자이너이다.

## 경력
- 1994년 건국대학교 신문방송학과
- 디자인회사 끄레 어소시에이츠 디자이너
- 출판사 열린책들 북 디자이너
- 출판사 문학동네 북 디자이너

## 디자인한 대표 작품
- 신경숙. 《종소리》.
- 이외수. 《껄껄》.
- 파트리크 쥐스킨트. 《향수》.
- 파트리크 쥐스킨트. 《좀머씨 이야기》.
- 폴 오스터. 《빵굽는 타자기》. 열린책들.
- 폴 오스터. 《공중곡예사》. 열린책들.
- 파랑새어린이의 위인전 전집 50권의 표지디자인을 맡기도 했다.

## 저서
- 이승욱 외 19인. 《디자이너가 말하는 디자이너-디자인의 평균을 높여라》. 부키.